# Eslovaquia en los Juegos Olímpicos de Vancouver 2010
Eslovaquia estuvo representada en los Juegos Olímpicos de Vancouver 2010 por un total de 73 deportistas que compitieron en 8 deportes. 
El portador de la bandera en la ceremonia de apertura fue el jugador de hockey sobre hielo Žigmund Pálffy.

## Medallistas
El equipo olímpico eslovaco obtuvo las siguientes medallas:
| Nombre             | Deporte | Competición         |
| ------------------ | ------- | ------------------- |
| Oro                |         |                     |
| Anastasiya Kuzmina | Biatlón | 7,5 km F            |
| Plata              |         |                     |
| Pavol Hurajt       | Biatlón | 15 km M             |
| Anastasiya Kuzmina | Biatlón | 10 km persecución F |
| Bronce             |         |                     |
| —                  |         |                     |